# Куратор
Кура́тор (лат. curator від curare — піклуватися) — 1. Опікун, піклувальник. 2. Особа, що опікується якоюсь справою, програмою, людиною, колективом. 3. Студент-медик, який стежить за перебігом хвороби у хворого, що перебуває на стаціонарному лікуванні.
Зокрема, куратор академічної групи (в деяких закладах вищої освіти), куратор музею.